# Termes-d'Armagnac
 Termes-d'Armagnac  là một xã thuộc tỉnh Gers trong vùng Occitanie miền nam nước Pháp.